# Kågeröd
Kågeröd (på dansk: Kogerød  ) er en landsby og sogn i Skåne. Bl.a. kendt for at Sthen Jacobsen, Skånelandenes sidste forfatter på dansk, skrev Den Nordiske Kriigs Krønicke, som præst i Kogerød.